# Axel Krippschock

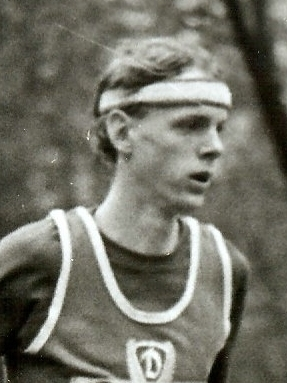
Axel Krippschock (1984)

Axel Krippschock (* 5. Februar 1962 in Elbingerode) ist ein ehemaliger deutscher Langstreckenläufer und derzeit Leichtathletiktrainer.
Er war in den 1980er Jahren mehrfacher DDR-Meister sowohl über die 3000- und 5000-Meter-Strecke in der Halle als auch über 5000 Meter im Freien. Er hatte bei einer Größe von 1,88 m ein Wettkampfgewicht von 61 kg.
Seit 1995 ist er Trainer des Langstreckenläufers Carsten Eich.

## Bestleistungen
- 3000 m: 7:55,78 min (Halle: 7:48,38 min)
- 5000 m: 13:37,30 min (Halle: 13:40,49 min)
- 10.000 m: 27:57,68 min
- 20.000 m: 59:16,00 min

## Erfolge
- 1981: DDR-Meister 5000 m Junioren
- Europameisterschaften 5000 m (14:05,02 min) – Bronze (Utrecht) Junioren
- 1982: 10.000 m DDR-Vizemeister (Jena)
- Hallen-DDR-Meister 3000 m (8:08,3 min)
- 1983: 10.000 m DDR-Meisterschaft Bronze
- Europameisterschaften: 3000 m – Platz 10 (Budapest) Halle (Indoor)
- 1984: 10.000 m DDR-Meisterschaft Platz 4
- 1985: Hallen-DDR-Meister 5000 m (13:48,33 min)
- 1986: Hallen-DDR-Meister 5000 m (13:48,24 min)
- 1987: Weltmeisterschaften: 10.000 m – Gold Universiade(Zagreb), 29:07,02 min
- DDR-Meisterschaften 5000 und 10.000 m Platz 3
- 1987: Europacup 10.000 m – Bronze (28:51,32 min) (Prag)
- 1988: DDR-Meister 5000 m (13:48,63 min)
- DDR-Vizemeister 10.000 m
- 1992: Weltmeisterschaften Halbmarathon – Platz 66 (1:04:45 h)
- 1993: Deutsche Meisterschaften 10.000 m – Platz:4 (28:42,90 min)
- 1993: Weltmeisterschaften Halbmarathon – Platz 84 (1:05:15 h)